# Ronde van Frankrijk 2021/Zeventiende etappe
De zeventiende etappe van de Ronde van Frankrijk 2021 werd verreden op 14 juli met start in Muret en finish in Saint-Lary-Soulan op de Col du Portet.

## Verloop
Hoewel de etappe een zware bergetappe was, was er een lange grotendeels vlakke aanloop van ruim 115 kilometer. Het begin van de etappe was onrustig met diverse mislukte ontsnappingspogingen; dit leidde uiteindelijk tot een kopgroep van Lukas Pöstlberger, Danny van Poppel, Dorian Godon, Anthony Perez, Anthony Turgis en Maxime Chevalier. Julien Bernard reed nog enige tijd vergeefs solo tussen de kopgroep en het peloton. Bij het begin van de eerste klim, de Col de Peyresourde, had de kopgroep een voorsprong van ongeveer achtenhalve minuut.
Élie Gesbert viel aan in het peloton aan het begin van de klim en kreeg Nairo Quintana en Wout Poels en even later ook Pierre Latour mee. Enkel Latour wist van hen tot aan de top van de klim vooruit te blijven.
Bij het begin van de klim van de Col de Val-Louron-Azet vielen de slechtere klimmers weg uit de kopgroep, en bleven Turgis, Perez en Godon over, terwijl Latour werd teruggegrepen door het eerste peloton, aangevoerd door de teamgenoten van Tadej Pogačar bij UAE Team Emirates. Perez reed bij de andere vluchters weg en ging alleen verder. In de afdaling kwam Godon terug bij Perez.
In de slotklim op de Col de Portet reed Perez opnieuw weg bij Godon. Achter hen vielen meer en meer rijders af bij het eerste peloton dat tot circa vijfentwintig man werd uitgedund. Rafał Majka dunde in dienst van Pogačar de groep verder uit tot vijftien man en haalde meerdere koplopers bij, waarna Peio Bilbao uit de groep ontsnapte. Majka bracht de groep terug bij Bilbao, waarna Pogačar zelf aanging en ook Perez achterliet. Enkel Jonas Vingegaard en Richard Carapaz konden de Sloveen volgen. Daarachter klonterden de achtervolgers uiteindelijk samen tot een groep achtervolgers. De enige die uit deze groep wist weg te rijden, was de Fransman David Gaudu. Waar Vingegaard en Pogačar overnamen, deed Carapaz dat niet en de Ecuadoriaan zette op anderhalve kilometer van de streep een aanval in en loste daarmee in eerste instantie Vingegaard. De Deen kwam echter weer terug. Pogačar won de sprint eenvoudig. Daarachter versplinterde de groep achtervolgers in de laatste kilometers. 

## Uitslag
| Muret – Saint-Lary-Soulan (Col du Portet) (178,4 km) |                  |                    |          |
| Plaats                                               | Naam             | Ploeg              | Tijd     |
| 1                                                    | Tadej Pogačar    | UAE Team Emirates  | 5u03'31" |
| 2                                                    | Jonas Vingegaard | Team Jumbo-Visma   | + 3"     |
| 3                                                    | Richard Carapaz  | INEOS Grenadiers   | + 4"     |
| 4                                                    | David Gaudu      | Groupama-FDJ       | + 1'19"  |
| 5                                                    | Ben O'Connor     | AG2R-Citroën       | + 1'26"  |
| 6                                                    | Wilco Kelderman  | BORA-hansgrohe     | + 1'40"  |
| 7                                                    | Peio Bilbao      | Bahrain-Victorious | + 1'44"  |
| 8                                                    | Sergio Higuita   | EF Education-Nippo | + 1'49"  |
| 9                                                    | Rigoberto Urán   | EF Education-Nippo | z.t.     |
| 10                                                   | Dylan Teuns      | Bahrain-Victorious | z.t.     |

| Algemeen klassement |                   |                     |           |
| Plaats              | Naam              | Ploeg               | Tijd      |
| Gele trui           | Tadej Pogačar     | UAE Team Emirates   | 71u26'27" |
| 2                   | Jonas Vingegaard  | Team Jumbo-Visma    | + 5'39"   |
| 3                   | Richard Carapaz   | INEOS Grenadiers    | + 5'43"   |
| 4                   | Rigoberto Urán    | EF Education-Nippo  | + 7'17"   |
| 5                   | Ben O'Connor      | AG2R-Citroën        | + 7'34"   |
| 6                   | Wilco Kelderman   | BORA-hansgrohe      | + 8'06"   |
| 7                   | Enric Mas         | Movistar Team       | + 9'48"   |
| 8                   | Aleksej Loetsenko | Astana-Premier Tech | + 10'04"  |
| 9                   | Guillaume Martin  | Cofidis             | + 11'51"  |
| 10                  | Peio Bilbao       | Bahrain-Victorious  | + 12'53"  |
|                     |                   |                     |           |
| 17                  | Dylan Teuns       | Bahrain-Victorious  | + 46'08"  |

## Nevenklassementen
| Puntenklassement |                  |                       |        |
| Plaats           | Naam             | Ploeg                 | Punten |
| Groene trui      | Mark Cavendish   | Deceuninck–Quick-Step | 287    |
| 2                | Michael Matthews | Team BikeExchange     | 251    |
| 3                | Sonny Colbrelli  | Bahrain-Victorious    | 201    |

| Bergklassement |                |                    |        |
| Plaats         | Naam           | Ploeg              | Punten |
| Bolletjestrui  | Wout Poels     | Bahrain-Victorious | 78     |
| 2              | Tadej Pogačar  | UAE Team Emirates  | 67     |
| 3              | Nairo Quintana | Arkéa-Samsic       | 66     |

| Jongerenklassement |                  |                   |           |
| Plaats             | Naam             | Ploeg             | Tijd      |
| Witte trui         | Tadej Pogačar    | UAE Team Emirates | 71u26'27" |
| 2                  | Jonas Vingegaard | Team Jumbo-Visma  | + 5'39"   |
| 3                  | David Gaudu      | Groupama-FDJ      | + 15'42"  |

| Ploegenklassement |                    |            |
| Plaats            | Ploeg              | Tijd       |
|                   | Bahrain-Victorious | 214u54'56" |
| 2                 | EF Education-Nippo | + 34'16"   |
| 3                 | AG2R-Citroën       | + 1u04'08" |
| 4                 | INEOS Grenadiers   | + 1u09'16" |
| 5                 | Team Jumbo-Visma   | + 1u13'53" |

## Opgaves
- Steven Kruijswijk (Team Jumbo-Visma): Opgave tijdens de etappe

1e etappe ·
2e etappe ·
3e etappe ·
4e etappe ·
5e etappe ·
6e etappe ·
7e etappe ·
8e etappe ·
9e etappe ·
10e etappe ·
11e etappe ·
12e etappe ·
13e etappe ·
14e etappe ·
15e etappe ·
16e etappe ·
17e etappe ·
18e etappe ·
19e etappe ·
20e etappe ·
21e etappe
Startlijst · Eindstanden · Afbeeldingen